# Barbara Niven

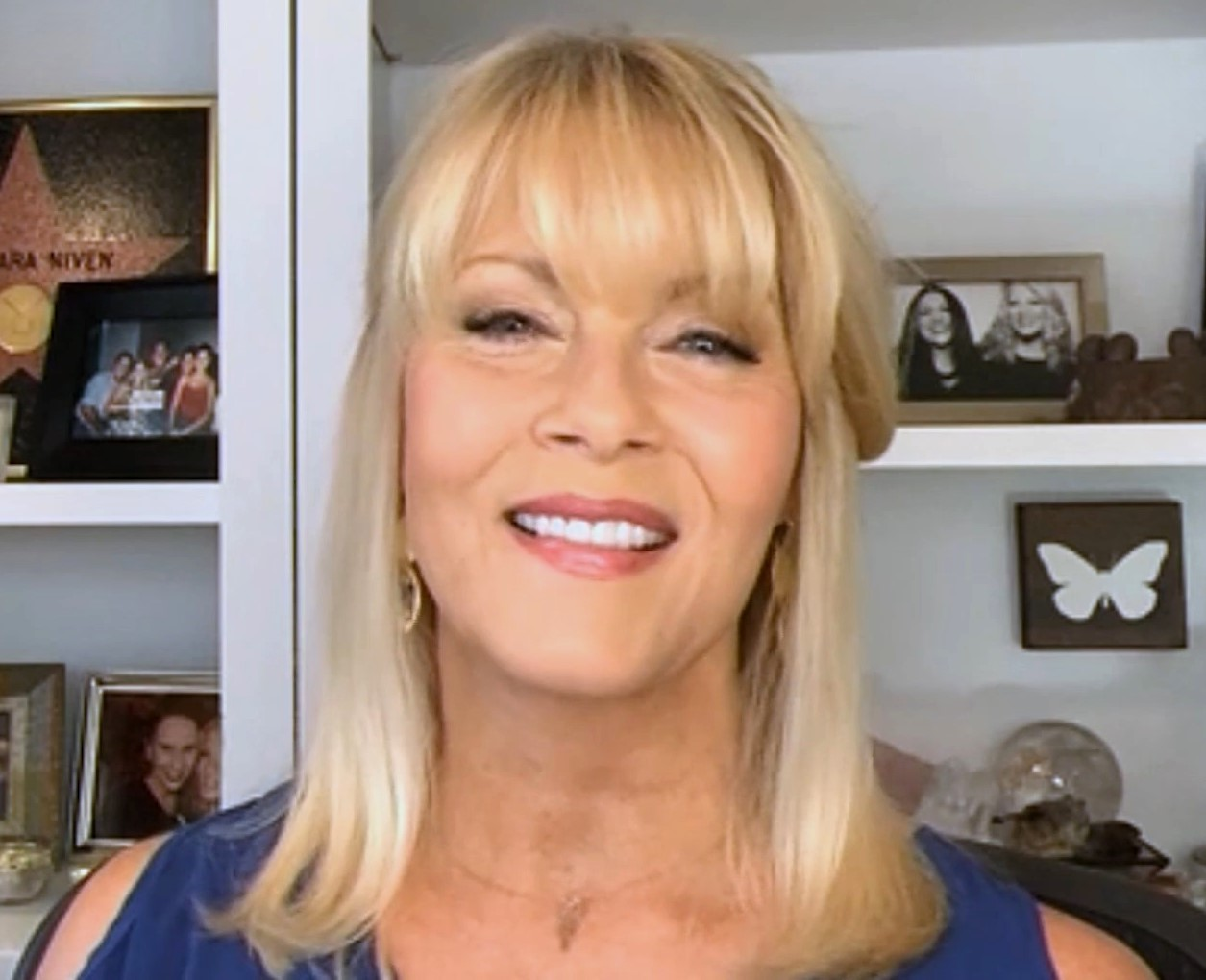
Barbara Niven, 2021

Barbara Niven (* 26. Februar 1953 in Portland, Oregon als Barbara Lee Bucholz) ist eine US-amerikanisch-kanadische Schauspielerin.

## Karriere
Niven hat in mehr als 65 kleineren und auch größeren Fernsehproduktionen mitgewirkt. Darunter sind beispielsweise Fernsehserien wie Eli Stone, Charmed – Zauberhafte Hexen, Navy CIS, Cold Case – Kein Opfer ist je vergessen und Emergency Room – Die Notaufnahme.

## Filmografie (Auswahl)
- 1986: Promise (Fernsehfilm)
- 1989: Ein Vater zuviel (My Two Dads, Fernsehserie, eine Folge)
- 1990: Equal Justice (Fernsehserie, eine Folge)
- 1990: Blutiges Erbe (Fatal Encounter)
- 1990: Hired to Kill
- 1992: Überflieger (Wings, Fernsehserie, eine Folge)
- 1993: Psycho Cop II (Psycho Cop Returns)
- 1993: Illegal Entry: Formula for Fear
- 1993–1998: Palm Beach-Duo (Silk Stalkings, Fernsehserie, vier Folgen)
- 1994: Wing Commander III: Heart of the Tiger (VS)
- 1995: Renegade – Gnadenlose Jagd (Renegade, Fernsehserie, eine Folge)
- 1995: Under Lock – Hölle hinter Gittern (Under Lock and Key)
- 1995: Taken Alive
- 1995: Mörderische Gier (The Sister-in-Law, Fernsehfilm)
- 1996: Reich und Schön (The Bold and the Beautiful, Fernsehserie)
- 1996: Wing Commander IV: The Price of Freedom (VS)
- 1996: Lone Tiger
- 1996: Depraved
- 1996: Foxfire
- 1996: Forest Warrior
- 1996: Das Grauen aus der Tiefe (Humanoids from the Deep, Fernsehfilm)
- 1997: L.A. Affair (Fernsehserie, vier Folgen)
- 1997: Breast Men (Fernsehfilm)
- 1997: Doublecross on Costa's Island
- 1998: Mike Hammer, Private Eye (Fernsehserie, eine Folge)
- 1998: Frank, Dean und Sammy tun es (The Rat Pack, Fernsehfilm)
- 1998: Alien Nightmare (I Married a Monster, Fernsehfilm)
- 1998–2000: Pensacola – Flügel aus Stahl (Pensacola: Wings of Gold, Fernsehserie, 43 Folgen)
- 1999: Love Boat: The Next Wave (Fernsehserie, eine Folge)
- 1999: Anoosh of the Airways
- 1999: Born Bad
- 2000: Bruderhass – Ich will dein Leben! (Alone with a Stranger)
- 2000: Luminarias
- 2002: Emergency Room – Die Notaufnahme (ER, Fernsehserie, eine Folge)
- 2002–2003: Liebe, Lüge, Leidenschaft (One Life to Live, Fernsehserie, 15 Folgen)
- 2003: Carol und die Weihnachtsgeister (A Carol Christmas, Fernsehfilm)
- 2004: Serial Killing 4 Dummys
- 2004: Cold Case – Kein Opfer ist je vergessen (Cold Case, Fernsehserie, eine Folge)
- 2004: Las Vegas (Fernsehserie, eine Folge)
- 2004: An Bord der Tiger Cruise (Tiger Cruise, Fernsehfilm)
- 2004: Wedding Daze (Fernsehfilm)
- 2004: The Drone Virus – Tödliche Computerviren (The Drone Virus)
- 2005: The Perfect Neighbor (Fernsehfilm)
- 2005: Back to You and Me (Fernsehfilm)
- 2005: Stranger in My Bed (Fernsehfilm)
- 2005: Chasing Ghosts – Blutige Spuren (Chasing Ghosts)
- 2005: Navy CIS (NCIS, Fernsehserie, eine Folge)
- 2006: Double Cross (Fernsehfilm)
- 2006: Mystery Woman: Wild West Mystery (Fernsehfilm)
- 2006: Charmed – Zauberhafte Hexen (Charmed, Fernsehserie, zwei Folgen)
- 2006: Murder in My House (Fernsehfilm)
- 2006: All You've Got
- 2006: The Rival (Fernsehfilm)
- 2007: McBride: Semper Fi (Fernsehfilm)
- 2007: A Valentine Carol (Fernsehfilm)
- 2007: Redline
- 2007: The Minor Accomplishments of Jackie Woodman (Fernsehserie, eine Folge)
- 2008: Eli Stone (Fernsehserie, zwei Folgen)
- 2008: Black Widow – Tödliche Verführung (Black Widow, Fernsehfilm)
- 2008: Mit 17 bist Du tot (Dead at 17, Fernsehfilm)
- 2008: Never Enough: Sex, Money and Parking Garages in San Francisco
- 2008: Short Track
- 2008: Moonlight & Mistletoe (Fernsehfilm)
- 2009: Heat Wave (Fernsehfilm)
- 2009: Summer’s Moon (Summer’s Blood)
- 2009: Accused at 17
- 2009: The Alpha Geek
- 2012: My Mother’s Secret (Fernsehfilm)
- 2012: Home Invasion (Fernsehfilm)
- 2012: The Wife He Met Online (Fernsehfilm)
- 2012: A Perfect Ending
- 2012: Amor auf vier Pfoten (Gabe the Cupid Dog)
- 2013: Meth Head
- 2013: Being Us
- 2013–2015: Cedar Cove – Das Gesetz des Herzens (Cedar Cove, Fernsehserie, 25 Folgen)
- 2014: She4Me (Kurzfilm)
- 2014: The M Word
- 2014: Hamlet’s Ghost
- 2014: Suburban Gothic
- 2015: Murder, She Baked: A Chocolate Chip Cookie Mystery (Fernsehfilm)
- 2015: Murder, She Baked: A Plum Pudding Mystery (Fernsehfilm)
- 2015: Weihnachten auf Umwegen (A Christmas Detour, Fernsehfilm)
- 2016: Murder, She Baked: A Peach Cobbler Mystery (Fernsehfilm)
- 2016: Murder, She Baked: A Deadly Recipe (Fernsehfilm)
- 2016–2022: Chesapeake Shores (Fernsehserie, 38 Folgen)
- 2017: Campfire Kiss (Fernsehfilm)
- 2017: Murder, She Baked: Just Desserts (Fernsehfilm)
- 2017: Christmas in Evergreen
- 2018: Christmas in Evergreen – Letters to Santa (Fernsehfilm)
- 2019: Love on the Menu (Fernsehfilm)
- 2019: Crossword Mysteries – A Puzzle to Die For (Fernsehfilm)
- 2019: Crossword Mysteries – Proposing Murder (Fernsehfilm)
- 2019: Love Takes Flight (Fernsehfilm)
- 2019: Christmas in Evergreen – Tidings of Joy (Fernsehfilm)
- 2020: Crossword Mysteries – Abracadaver (Fernsehfilm)
- 2020: USS Christmas (Fernsehfilm)
- 2020: Christmas in Evergreen – Bells Are Ringing (Fernsehfilm)
- 2021: Crossword Mysteries – Terminal Descent (Fernsehfilm)
- 2021: Crossword Mysteries – Riddle Me Dead (Fernsehfilm)
- 2021: Sweet Revenge: A Hannah Swensen Mystery (Fernsehfilm)
- 2021: The Christmas Contest (Fernsehfilm)
- 2022: North to Home (Fernsehfilm)
- 2022: Christmas at the Golden Dragon (Fernsehfilm)
- 2023: Carrot Cake Murder – A Hannah Swensen Mystery (Fernsehfilm)
- 2023: A Zest for Death: A Hannah Swensen Mystery (Fernsehfilm)
- 2023: Ms. Christmas Comes to Town (Fernsehfilm)
- 2023: The Last Word
- 2024: One Bad Apple – A Hannah Swensen Mystery (Fernsehfilm)
- 2024: A Sprinkle of Deceit – A Hannah Swensen Mystery (Fernsehfilm)
- 2024: Leah's Perfect Gift (Fernsehfilm)
- 2025: Reality Bites – A Hannah Swensen Mystery (Fernsehfilm)
- 2025: Pie to Die For – A Hannah Swensen Mystery (Fernsehfilm)